# 東華漢學
《東華漢學》（英語：Dong Hwa Journal of Chinese Studies；簡稱 DHJCS），創刊於2003年2月，是由臺灣國立東華大學中國語文學系與華文文學系所出版的同行評審性質之漢學期刊，以中國文學、史學、哲學研究為主軸。
東華漢學起源於國立東華大學中國語文學系創系主任鄭清茂之七秩壽慶暨榮退專刊，隨即發展為半年期學術期刊。2006年起，中華民國國家科學及技術委員會將其列為人文學核心期刊（THCI）。

## 外部連結
- 《東華漢學》網站 （页面存档备份，存于）